# توماس سانگیو
توماس سانگیو (اسپانیایی: Tomás Sangio‎؛ زادهٔ ۲۵ مهٔ ۱۹۴۲) بازیکن بسکتبال اهل پرو بود. وی در بازی‌های المپیک تابستانی ۱۹۶۴ شرکت کرده‌است.